# 들개 (1983년 영화)
"들개"는 1983년에 개봉한 대한민국의 영화이다.

## 캐스팅
- 정애리
- 정한용
- 노주현
- 이대근
- 강태기
- 추석양
- 김봉환
- 김기종
- 양일민
- 추봉
- 안진수
- 나갑성
- 신동욱
- 박부양
- 이인옥
- 조학자
- 김신명